# Usa (Oita)
 Usa  (宇佐市, Usa-shi) is een stad in de Japanse prefectuur Oita. Op 1 maart 2008 had de stad 59.900 inwoners. De bevolkingsdichtheid bedroeg 136 inw./km². De oppervlakte van de stad is 439,12 km². Usa kreeg het statuut van stad op 1 april 1967.
Op 31 maart 2005 werden de gemeenten Ajimu en Innai bij de stad aangehecht. Het District Usa verdween door deze fusie.
De stad Usa is bekend voor het schrijn van Usa, dat gebouwd werd in 725. Het is het belangrijkste schrijn van Japan voor Hachiman, de god van de oorlog.